# ザ・コンクエスト シベリア大戦記
『ザ・コンクエスト シベリア大戦記』（-たいせんき、原題: Тобол、英題：Conquest of Siberia）は、2019年のロシア映画。18世紀のシベリアを舞台にロシア、ポルタヴァの戦いでロシアに敗れ捕虜となったスウェーデン人、ジュンガル、清の4カ国の思惑が交錯した末のロシアとジュンガルの戦いを描いた史劇アクション映画。
日本では2019年にWOWOWで『ザ・バトルフィールド〜シベリア戦記〜』の邦題で放送され、2020年に『ザ・コンクエスト シベリア大戦記』の邦題でDVD化された。

## キャスト
- ヨハン・レネット（ロシア語版）：アンドレイ・ブルコフスキー
- イヴァン・デマーリン：イリヤ・マラニン
- ピョートル1世：ドミートリ・ジュゼフ
- イヴァン・ブッフホルツ（ロシア語版）：アレクサンドル・ラザレフ
- セミヨン・レメゾフ（ロシア語版）：ドミートリ・ナザロフ
- ピョートル・レメゾフ：パヴェル・タバコフ
- ガガーリン総督（ロシア語版）：エフゲニー・ディアトロフ
- オンホンダイ：エルケブラン・ダイロフ
- ブリギッタ（ロシア語版）：アガタ・ムセニエス
- マーシャ・レメゾワ：ユリア・マカロワ
- 皇后エカチェリーナ：エカテリーナ・グセヴァ

## スタッフ
- 監督：イゴール・ザイツェフ
- 製作：オレグ・ウルシェフ
- 脚本：アレクセイ・イヴァノフ、アレクセイ・ペルミャコフ
- 撮影：ユーリ・コロベイニコフ